# ボルボ・SCC
ボルボ・SCC（Safety Concept Car）はボルボ・カーズが自社開発したコンセプトカー。

## 概要
2001年に北米国際自動車ショーで公開した当時の自動車安全装備を搭載したコンセプトカーである。
外観デザインの後部ハッチはP1800ES、ガラスハッチは480ESに似ており、インテリアデザインはS40とV50に似ている。
ハッチバック車ではあるが後部席はスライドドアのようになっている。また4点式シートベルトを装備する唯一の自動車であった。
SCCをベースにC30モデルは2002年に計画され、そのデザインは2006年末に生産開始されたC30で使用された。

### 主な安全機能・装備
- 前方衝突事前警告機能。
- フロントガラスに情報を投影する機能。HUD（ヘッドアップディスプレイ）。
- 車両の死角情報を監視。後のBLIS（ブラインドスポット・インフォメーション・システム）。
- 走行車線から逸れる危険性を警告する車線逸脱警告機能。
- 先行車との一定距離を維持するACC（アダプティブクルーズコントロール）。
- 緊急ブレーキ時に点滅するブレーキライト。
- 赤外線カメラ（暗視装置）。
- 道路の交差点、カーブに追従するヘッドライト。
- ステアリングホイールのチルト機能、テレスコピック機能。
- 4点式シートベルト。
- 高さ調節可能な後部座席。
- 新たに開発されたHMI（Human Machine Interface）。
- パッシブキーレスエントリとキーレスエンジンスターター（スマートエントリー）。
- リモートコントロールユニット。VPC（Volvo Personal Communicator）と携帯電話による車との通信。